# Муравьёва-Апостол, Анна Семёновна
Анна Семёновна Муравьёва-Апостол  (урождённая Черноевич, около 1770 — 9 апреля 1810, Москва) — русская писательница, жена И. М. Муравьёва-Апостола. Мать трёх декабристов.

## Биография
Родилась в семье серба Семёна Черноевича (ум. 1772), бывшего генералом сначала на австрийской, затем на российской службе, и его жены Елизаветы Аристарховны Кашкиной (ум. до 1795), дочери тайного советника А. П. Кашкина. Двоюродная сестра П. А. Осиповой, приятельницы А. С. Пушкина.
19 апреля 1790 года вышла замуж за Ивана Матвеевича Муравьева-Апостола, человека бедного, но красивого и обходительного. Венчание было в Никольском Богоявленском морском соборе. Первые годы брака супруги жили в Петербурге, где карьера Муравьева складывалась весьма успешно. Анна Семеновна занималась домом и детьми. Получив домашнее образование, свой досуг она посвящала литературе и в 1791 году перевела с французского языка «Пример матерям, или приключения маркизы де Безир».
По воспоминаниям современников Муравьев был «чрезвычайно приветливым человеком и считался душою общества, но в семейной жизни был деспотом и до крайности несправедлив к детям», Анна Семёновна же была «умная и истинно достойная уважения жена».

С 1799 года она жила с детьми в Гамбурге, куда её муж был назначен посланником. Жившему там художнику Ж. Л. Монье, Муравьевы заказали свои парные портреты. На одном был изображен Иван Матвеевич Муравьев-Апостол с дочерью Елизаветой, на втором — Анна Семеновна с шестилетним сыном Матвеем и с пятилетней дочерью Екатериной. Уже в преклонных годах Матвей Муравьев вспоминал:
Монье, живописец Людовика XVI, находился между эмигрантами, проживавшими в Гамбурге. Помню, как с матушкой и с сестрою Екатериной Ивановной я ездил к нему, и он снимал с нас портреты. Больше еще впечатлело в моей памяти эти посещения следующее обстоятельство: в один из наших приездов он угостил нас земляными грушами, привезенными незадолго перед тем в Европу из Америки.
В 1802 году Муравьев был отправлен послом в Испанию, но в 1805 году он был вынужден оставить пост и, вернувшись в Россию, подал в отставку. Анна Семёновна же осталась за границей, она поселилась в Париже, где в престижном пансионе Хикса воспитывались её сыновья. Однако ввиду враждебных отношений между Российской империй и Французской для этого требовалось разрешение самого Наполеона. И император Франции написал: «Покуда во Франции будут уважать добродетель, до тех мор мадам Муравьёвой не будет никаких притеснений».

Для воспитания детей Анна Семеновна прожила в Париже более пяти лет, едва ли не в нужде: парижская жизнь обходилась Муравьёвым в среднем в 20 000 ливров в год. Там же в 1806 году родился её седьмой ребёнок, сын Ипполит. Старшие две дочери обучались в пансионе, а сыновья в политехнической школе. Она энергично и твердо управлялась с большим хозяйством, хотя уже тогда у неё появились первые признаки чахотки. Из её письма мужу в Москву:
Дорогой друг… Катерина Федоровна Муравьева упрекает меня за то, что остаюсь за границей, и пишет, что в Москве учителя не хуже, чем в Париже, и что скоро все поверят, будто ты сам не хочешь нашего возвращения, и таким образом я невольно поврежу твоей репутации. Однако разве не ясно, что я здесь не по своей воле? Меня связывают большие долги, обучение детей, пансион, больные ноги Матвея…
Летом 1809 года Муравьевы возвратились в Россию, никто из них не знал русского языка, они выучили его позднее. На границе сыновья бурно выражали радость по случаю приезда на родину, даже бросились обнимать сторожевого казака, а мать сказала им:

Я очень рада, что долгое пребывание за границей не охладило ваших чувств к родине; но готовьтесь, дети, я вам должна сообщить ужасную вещь; вы найдёте то, чего не знаете: в России вы найдёте рабов!— В. Е. Якушкин. Матвей Иванович Муравьёв-Апостол // Русская старина. — 1886. — № 7. — С. 154.
Опасаясь тлетворность влияния крепостного права она растила и воспитывала сыновей в неведении о его существовании. Впоследствии все трое её сыновей стали декабристами: Сергей был повешен, Ипполит застрелился, а Матвей отправлен в ссылку.
Осень 1809 года семья провела в имении Бакумовке Полтавской губернии, а в январе 1810 году Анна Семёновна приехала в Москву, где остановилась у дальней родственницы, Екатерины Фёдоровны Муравьевой, на Большой Никитской. В конце февраля она ездила в Петербург на свадьбу старшей дочери Елизаветы.

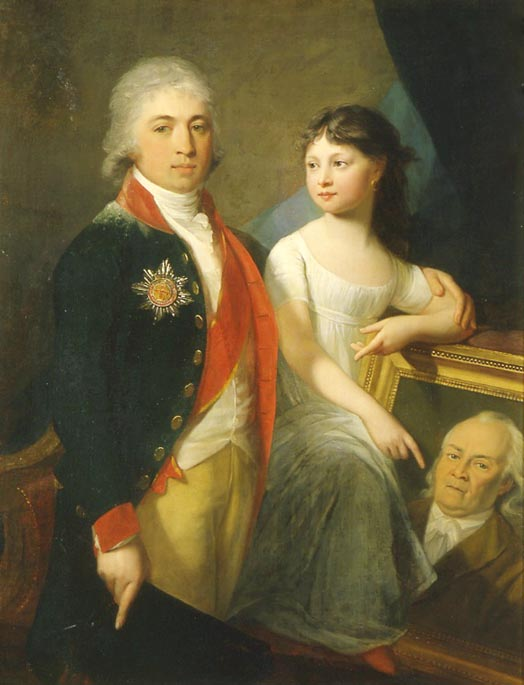
И. М. Муравьев с дочерью, 1799 год

Анна Семеновна собиралась надолго поселиться в провинции для восстановления запущенного хозяйства, но в апреле 1810 года неожиданно скончалась в Москве и была похоронена в Новодевичьем монастыре. Спустя два года после смерти жены Муравьев женился вторично на богатой помещице П. В. Грушецкой.

## Дети
В браке родились сыновья:
- Матвей (1793—1886), подполковник, декабрист
- Сергей (1796—1826), подполковник, декабрист
- Ипполит (1806—1826), прапорщик, декабрист

дочери:
- Елизавета (1791—1814), замужем с 1810 года за графом Францем Петровичем Ожаровским (1785—1828);
- Екатерина (1795—1861), фрейлина, замужем за генерал-майором Илларионом Михайловичем Бибиковым (1793—1861);
- Анна (1797—1861); замужем за Александром Дмитриевичем Хрущевым;
- Елена (1799—1855), замужем с 1824 года за Семеном Васильевичем Капнистом (1791−1843).